# Ban Cố
| Nhị thập tứ sử | Nhị thập tứ sử | Nhị thập tứ sử              | Nhị thập tứ sử |
| -------------- | -------------- | --------------------------- | -------------- |
| STT            | Tên sách       | Tác giả                     | Số quyển       |
| 1              | Sử ký          | Tư Mã Thiên                 | 130            |
| 2              | Hán thư        | Ban Cố                      | 100            |
| 3              | Hậu Hán thư    | Phạm Diệp                   | 120            |
| 4              | Tam quốc chí   | Trần Thọ                    | 65             |
| 5              | Tấn thư        | Phòng Huyền Linh (chủ biên) | 130            |
| 6              | Tống thư       | Thẩm Ước                    | 100            |
| 7              | Nam Tề thư     | Tiêu Tử Hiển                | 59             |
| 8              | Lương thư      | Diêu Tư Liêm                | 56             |
| 9              | Trần thư       | Diêu Tư Liêm                | 36             |
| 10             | Ngụy thư       | Ngụy Thâu                   | 114            |
| 11             | Bắc Tề thư     | Lý Bách Dược                | 50             |
| 12             | Chu thư        | Lệnh Hồ Đức Phân (chủ biên) | 50             |
| 13             | Tùy thư        | Ngụy Trưng (chủ biên)       | 85             |
| 14             | Nam sử         | Lý Diên Thọ                 | 80             |
| 15             | Bắc sử         | Lý Diên Thọ                 | 100            |
| 16             | Cựu Đường thư  | Lưu Hú (chủ biên)           | 200            |
| 17             | Tân Đường thư  | Âu Dương Tu, Tống Kỳ        | 225            |
| 18             | Cựu Ngũ Đại sử | Tiết Cư Chính (chủ biên)    | 150            |
| 19             | Tân Ngũ Đại sử | Âu Dương Tu (chủ biên)      | 74             |
| 20             | Tống sử        | Thoát Thoát (chủ biên)      | 496            |
| 21             | Liêu sử        | Thoát Thoát (chủ biên)      | 116            |
| 22             | Kim sử         | Thoát Thoát (chủ biên)      | 135            |
| 23             | Nguyên sử      | Tống Liêm (chủ biên)        | 210            |
| 24             | Minh sử        | Trương Đình Ngọc (chủ biên) | 332            |
| -              | Tân Nguyên sử  | Kha Thiệu Mân (chủ biên)    | 257            |
| -              | Thanh sử cảo   | Triệu Nhĩ Tốn (chủ biên)    | 529            |

Ban Cố (tiếng Trung: 班固, bính âm: Ban Gu, Wade–Giles: Pan Ku, 32 – 92), tự Mạnh Kiên (孟堅), là sử gia nổi tiếng Trung Quốc trong thế kỷ I. Ông được biết đến nhờ sách Hán thư do gia đình ông viết ra.

## Gia thế
Tổ tiên nhiều đời nhà Ban Cố là quý tộc nổi tiếng từ thế kỷ III TCN ở vùng biên giới phía tây bắc với nghề chăn thả và kinh doanh bò, ngựa với quy mô tới vài nghìn con. Gia đình họ Ban buôn bán bò ngựa và khuyến khích các gia đình khác di chuyển ra vùng biên giới.
Tổ 7 đời của Ban Cố là Ban Nhất. Ban Nhất sinh ra Ban Nhũ. Từ đời tổ thứ năm của Ban Cố, họ Ban trở thành quý tộc, làm quan đến chức thái thú Thượng Cốc. Cụ nội Ban Cố là Ban Huống làm chức Tào kỵ hiệu úy thời Tây Hán. Con gái Ban Huống được vào cung làm tiệp dư của Hán Thành Đế.
Ông nội Ban Cố là Ban Trĩ làm Quảng Bình tướng thời Hán Ai Đế. Trong các anh em Ban Trĩ thì Ban Du nổi tiếng nhất về văn thơ, từng cộng tác cùng Lưu Hướng trong việc điển hiệu mật thư của triều đình.
Cha Ban Cố là Ban Bưu (班彪), một sử gia có tiếng. Ban Cố sinh năm 32 tại Phù Phong, An Lăng (nay là Hàm Dương, Thiểm Tây). Gia đình họ Ban đến đời Ban Bưu đã tích lũy được một kho sách lớn và do đó có nhiều học giả, nho sĩ qua lại mượn sách và trao đổi học vấn.

## Tuổi trẻ

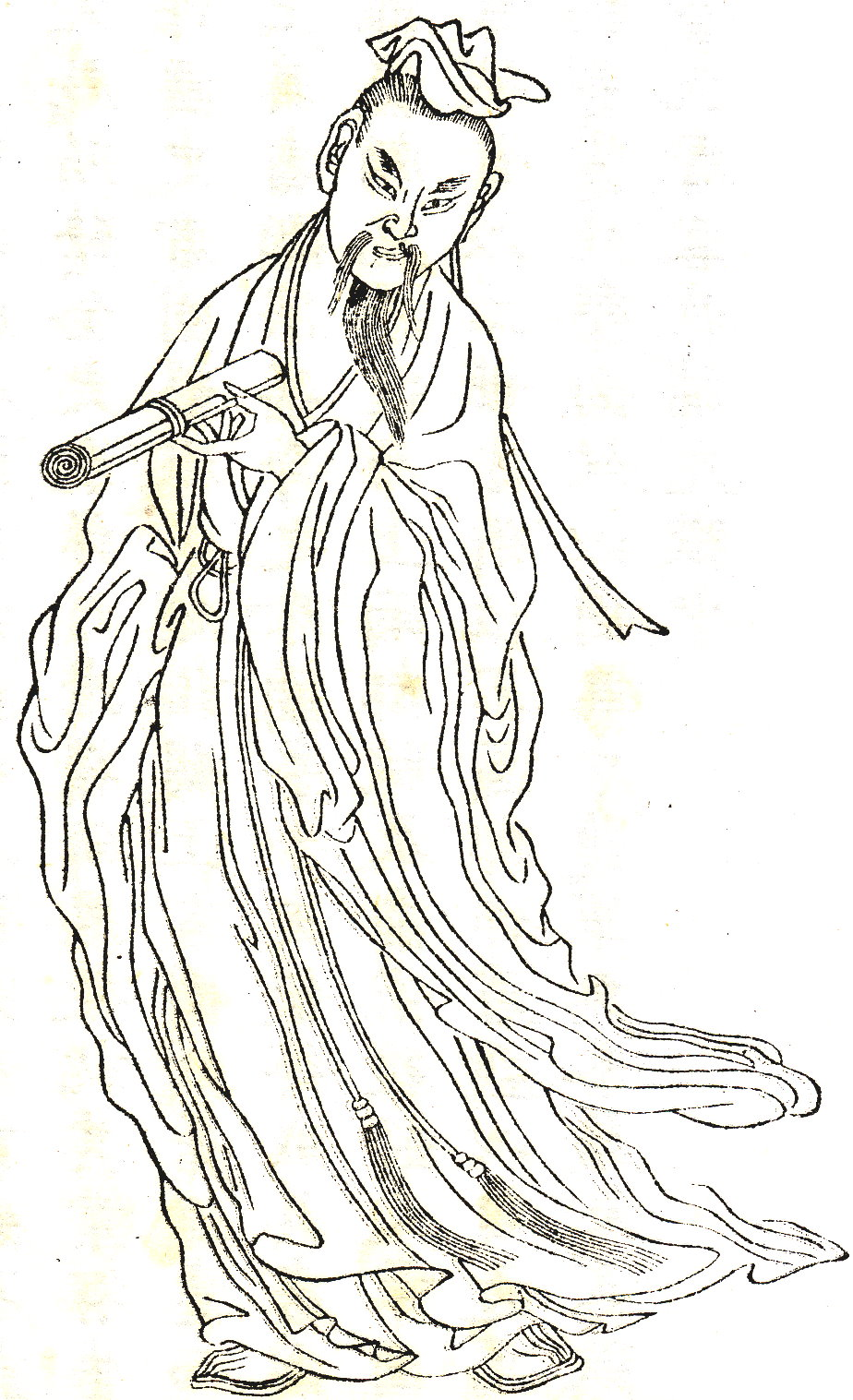
Ban Cố, hình trong sách "Wan hsiao tang-Chu chuang-Hua chuan" (晩笑堂竹荘畫傳) xuất bản năm 1921

Ban Cố được thừa hưởng truyền thống học hành của gia đình. Năm 47, ông tới kinh đô Lạc Dương học trong nhà Thái học – nơi dành cho các con em quý tộc. Do thông minh và chăm chỉ học hành, ông trở thành một trong những người học giỏi nhất của trường.
Tuy nhiên, việc học hành của Ban Cố bị ngắt quãng do cha ông mất đột ngột năm 54. Ông phải về chịu tang 3 năm.
Đương thời khi còn sống, Ban Bưu đã thảo cuốn sử "Sử ký hậu truyện" dài hơn 100 thiên, nối tiếp Sử ký của Tư Mã Thiên. Ban Cố nung nấu quyết tâm kế tục sự nghiệp soạn sử của cha.

## Soạn Hán thư
Sau khi hết tang cha, năm 58 đời Hán Minh Đế, Ban Cố bắt đầu thực hiện việc biên soạn sách Hán thư. Được 5 năm (62), có người mang việc này tố cáo cho Hán Minh Đế biết. Theo quy định đương thời, việc tự ý sửa đổi quốc sử là bất hợp pháp, do đó Ban Cố bị bắt giam.
Em Ban Cố là Ban Siêu đến Lạc Dương tìm cách biện hộ cho ông, cùng lúc đó các quan lại địa phương dâng "Hán thư" lên Hán Minh Đế. Minh Đế xem sách, tỏ ra khâm phục tài năng của Ban Cố, bèn ra lệnh cho ông ra khỏi ngục và phong làm Lan đài lệnh sử, phụ trách việc quản lý sách vở của triều đình; sau đó lại thăng làm Lang quan, chuyên hiệu đính công văn giấy tờ mật của triều đình.
Theo lệnh của Hán Minh Đế, Ban Cố tiếp tục biên soạn Hán thư. Ông cùng Trần Tông, Doãn Mẫn, Mạnh Dị soạn "Thế sự bản kỷ", sau lại viết thêm 28 thiên liệt truyện.
Công trình này của Ban Cố bắt đầu từ năm 58, qua thời Minh Đế đến thời Chương Đế, đến năm 82 mới hoàn thành, tất cả trong 25 năm. Hán thư của Ban Cố bắt đầu các sự kiện từ khi thành lập nhà Hán tới khi nhà Tân diệt vong, tất cả 230 năm, gồm 100 thiên: 12 kỷ, 8 biểu, 10 chí, 70 liệt truyện.
Tuy tiếp thu cách làm và sử liệu của Tư Mã Thiên khi viết Sử ký, Ban Cố đã tạo ra cách soạn sử riêng. Ông không đề cập các thời đại trước nhà Hán như Tư Mã Thiên mà chỉ tập trung vào viết sử về nhà Hán. Ban Cố cho rằng, thể loại kỷ truyện của Sử ký bao quát một thời kỳ quá dài, làm mờ nhạt vai trò của nhà Hán đương thời, do đó ông chỉ lựa chọn giai đoạn nhà Hán làm sách. Ban Cố viết sách trên tư tưởng độc tôn vị trí của nhà Hán trong sách, chuyển Hạng Vũ từ "Bản kỷ" trong Sử ký sang liệt truyện vì Hạng Vũ không phải vua nhà Hán. Tương tự với Vương Mãng cũng chỉ xếp vào phần liệt truyện. Ông bổ sung thêm thiên bản kỷ về Hán Huệ Đế mà Sử ký gộp vào trong bản kỷ về Lã hậu.
Về mặt tư tưởng, qua Hán thư, Ban Cố còn đề cao tư tưởng Nho giáo, ca ngợi giai cấp thống trị và bảo vệ tư tưởng của giai cấp thống trị đương thời, chỉ trích Sử ký là "vô quân vô thần". Hán thư mang tư tưởng "trung quân" đậm nét. Điều đó khiến Hán thư được triều đình tiếp nhận nồng nhiệt.
Cách viết sử chỉ tập trung về một triều đại của Ban Cố ảnh hưởng rất lớn đến đời sau. Nhiều sử gia sau ông học tập cách làm sử của ông, chỉ viết sử về một triều đại hay một giai đoạn lịch sử.
Sử gia hiện đại Hsu Mei-ling phát biểu rằng phong cách viết của Ban Cố trong các phần về địa lý đã thiết lập xu hướng cho việc thiết lập các tiết đoạn địa lý trong các văn bản lịch sử, và có thể nhất là đã khuấy động xu hướng về từ điển địa lý tại Trung Quốc cổ đại.

## Tai họa
Vì có công lao, vị trí trong triều đình của Ban Cố ngày càng được củng cố. Ông đi theo Hán Chương Đế tuần thú trên toàn quốc từ năm 82 đến năm 87, tháp tùng vua làm lễ tế Thái Sơn năm 85.
Năm 88, Hán Chương Đế mất, Hán Hòa Đế lên thay. Thời Hòa đế xảy ra án Đậu Hiến khiến Ban Cố bị liên lụy.
Đậu Hiến là ngoại thích trong triều, anh của Đậu thái hậu. Mấy anh em họ Đậu cùng làm quan đại thần trong triều. Vì uy quyền của Đậu Hiến quá lớn, Hòa đế quyết định trừ khử. Năm 92, nhân dịp Đậu Hiến đi đánh Hung Nô trở về triều, Hòa đế sai hoạn quan Trịnh Chúng bất ngờ tập kích, bắt hết anh em và thủ hạ họ Đậu. Đậu Hiến phải tự sát.
Ban Cố có quan hệ mật thiết với Đậu Hiến. Khi cùng Đậu Hiến đi đánh Hung Nô, ông đã buông lỏng quản lý người nhà, để họ làm bậy. Người nhà Ban Cố có xô xát với Xung Kinh nhưng do ông có quan hệ với Đậu Hiến nên Xung Kinh đành chịu im. Khi Đậu Hiến bị xử tội, Xung Kinh mang việc trước ra tố cáo, do đó Ban Cố bị bắt giam.
Do lúc đó đã tuổi cao, sức yếu, Ban Cố không chịu nổi ngục tù và qua đời, thọ 61 tuổi.

## Tác phẩm
Sau khi Ban Cố mất, em gái ông là Ban Chiêu (班昭) tiếp tục hoàn thành việc biên soạn Hán thư của ông vào năm 111. Các tập 13–20 (8 biểu đồ niên đại) và 26 (thiên văn chí) trong Hán thư được Ban Chiêu soạn, và đã trở thành mô hình cho nhiều tác phẩm khác về các triều đại sau này.
Ngoài Hán thư, Ban Cố còn để lại những tác phẩm khác.
Năm 79, Hán Chương Đế triệu tập các tiến sĩ, Nho gia đến lầu Bạch Hổ bàn luận và nghiên cứu Ngũ kinh. Sau đó Chương Đế sai Ban Cố tổng hợp các ý kiến bàn luận lại thành cuốn Bạch Hổ thông đức luận. Tư tưởng trung tâm của tác phẩm nhằm đề cao và củng cố chủ nghĩa chuyên chế trung ương tập quyền, thông qua thuyết âm dương ngũ hành để nhấn mạnh quyền lực trung tâm của hoàng đế.
Ông cũng viết một số bài thơ theo thể loại thịnh hành trong kỷ nguyên nhà Hán, gọi là phú, như "Lưỡng đô phú", "Đáp tân hí", "U thông phú". Một số bài được Tiêu Thống (Lương Chiêu Minh đế) soạn thành hợp tuyển trong Tuyển tập văn chương chọn lọc của mình trong thế kỷ VI.

## Gia phả
|        |        |        |        |        |        |  |  |        |        |        |        |        |        |  |  | Ban Nhất               |                        |                        |                        |                        |                        |  |  |             |             |             |             |             |             |  |  |  |  |  |  |  |  |  |  |  |  |  |  |  |  |  |  |
|        |        |        |        |        |        |  |  |        |        |        |        |        |        |  |  |                        |                        |                        |                        |                        |                        |  |  |             |             |             |             |             |             |  |  |  |  |  |  |  |  |  |  |  |  |  |  |  |  |  |  |
|        |        |        |        |        |        |  |  |        |        |        |        |        |        |  |  | Ban Nhụ                |                        |                        |                        |                        |                        |  |  |             |             |             |             |             |             |  |  |  |  |  |  |  |  |  |  |  |  |  |  |  |  |  |  |
|        |        |        |        |        |        |  |  |        |        |        |        |        |        |  |  |                        |                        |                        |                        |                        |                        |  |  |             |             |             |             |             |             |  |  |  |  |  |  |  |  |  |  |  |  |  |  |  |  |  |  |
|        |        |        |        |        |        |  |  |        |        |        |        |        |        |  |  | Ban Trường             |                        |                        |                        |                        |                        |  |  |             |             |             |             |             |             |  |  |  |  |  |  |  |  |  |  |  |  |  |  |  |  |  |  |
|        |        |        |        |        |        |  |  |        |        |        |        |        |        |  |  |                        |                        |                        |                        |                        |                        |  |  |             |             |             |             |             |             |  |  |  |  |  |  |  |  |  |  |  |  |  |  |  |  |  |  |
|        |        |        |        |        |        |  |  |        |        |        |        |        |        |  |  | Ban Hồi                |                        |                        |                        |                        |                        |  |  |             |             |             |             |             |             |  |  |  |  |  |  |  |  |  |  |  |  |  |  |  |  |  |  |
|        |        |        |        |        |        |  |  |        |        |        |        |        |        |  |  |                        |                        |                        |                        |                        |                        |  |  |             |             |             |             |             |             |  |  |  |  |  |  |  |  |  |  |  |  |  |  |  |  |  |  |
|        |        |        |        |        |        |  |  |        |        |        |        |        |        |  |  | Ban Huống              |                        |                        |                        |                        |                        |  |  |             |             |             |             |             |             |  |  |  |  |  |  |  |  |  |  |  |  |  |  |  |  |  |  |
|        |        |        |        |        |        |  |  |        |        |        |        |        |        |  |  |                        |                        |                        |                        |                        |                        |  |  |             |             |             |             |             |             |  |  |  |  |  |  |  |  |  |  |  |  |  |  |  |  |  |  |
|        |        |        |        |        |        |  |  |        |        |        |        |        |        |  |  |                        |                        |                        |                        |                        |                        |  |  |             |             |             |             |             |             |  |  |  |  |  |  |  |  |  |  |  |  |  |  |  |  |  |  |
| Ban Bá | Ban Bá | Ban Bá | Ban Bá | Ban Bá | Ban Bá |  |  | Ban Du | Ban Du | Ban Du | Ban Du | Ban Du | Ban Du |  |  | Ban Trĩ                | Ban Trĩ                | Ban Trĩ                | Ban Trĩ                | Ban Trĩ                | Ban Trĩ                |  |  | Ban Tiệp dư | Ban Tiệp dư | Ban Tiệp dư | Ban Tiệp dư | Ban Tiệp dư | Ban Tiệp dư |  |  |  |  |  |  |  |  |  |  |  |  |  |  |  |  |  |  |
| Ban Bá | Ban Bá | Ban Bá | Ban Bá | Ban Bá | Ban Bá |  |  | Ban Du | Ban Du | Ban Du | Ban Du | Ban Du | Ban Du |  |  | Ban Trĩ                | Ban Trĩ                | Ban Trĩ                | Ban Trĩ                | Ban Trĩ                | Ban Trĩ                |  |  | Ban Tiệp dư | Ban Tiệp dư | Ban Tiệp dư | Ban Tiệp dư | Ban Tiệp dư | Ban Tiệp dư |  |  |  |  |  |  |  |  |  |  |  |  |  |  |  |  |  |  |
|        |        |        |        |        |        |  |  | Ban Tự | Ban Tự | Ban Tự | Ban Tự | Ban Tự | Ban Tự |  |  | Ban Bưu                | Ban Bưu                | Ban Bưu                | Ban Bưu                | Ban Bưu                | Ban Bưu                |  |  |             |             |             |             |             |             |  |  |  |  |  |  |  |  |  |  |  |  |  |  |  |  |  |  |
|        |        |        |        |        |        |  |  | Ban Tự | Ban Tự | Ban Tự | Ban Tự | Ban Tự | Ban Tự |  |  | Ban Bưu                | Ban Bưu                | Ban Bưu                | Ban Bưu                | Ban Bưu                | Ban Bưu                |  |  |             |             |             |             |             |             |  |  |  |  |  |  |  |  |  |  |  |  |  |  |  |  |  |  |
|        |        |        |        |        |        |  |  |        |        |        |        |        |        |  |  |                        |                        |                        |                        |                        |                        |  |  |             |             |             |             |             |             |  |  |  |  |  |  |  |  |  |  |  |  |  |  |  |  |  |  |
|        |        |        |        |        |        |  |  | Ban Cố | Ban Cố | Ban Cố | Ban Cố | Ban Cố | Ban Cố |  |  | Định Viễn hầu Ban Siêu | Định Viễn hầu Ban Siêu | Định Viễn hầu Ban Siêu | Định Viễn hầu Ban Siêu | Định Viễn hầu Ban Siêu | Định Viễn hầu Ban Siêu |  |  | Ban Chiêu   | Ban Chiêu   | Ban Chiêu   | Ban Chiêu   | Ban Chiêu   | Ban Chiêu   |  |  |  |  |  |  |  |  |  |  |  |  |  |  |  |  |  |  |
|        |        |        |        |        |        |  |  | Ban Cố | Ban Cố | Ban Cố | Ban Cố | Ban Cố | Ban Cố |  |  | Định Viễn hầu Ban Siêu | Định Viễn hầu Ban Siêu | Định Viễn hầu Ban Siêu | Định Viễn hầu Ban Siêu | Định Viễn hầu Ban Siêu | Định Viễn hầu Ban Siêu |  |  | Ban Chiêu   | Ban Chiêu   | Ban Chiêu   | Ban Chiêu   | Ban Chiêu   | Ban Chiêu   |  |  |  |  |  |  |  |  |  |  |  |  |  |  |  |  |  |  |
|        |        |        |        |        |        |  |  |        |        |        |        |        |        |  |  |                        |                        |                        |                        |                        |                        |  |  |             |             |             |             |             |             |  |  |  |  |  |  |  |  |  |  |  |  |  |  |  |  |  |  |
|        |        |        |        |        |        |  |  |        |        |        |        |        |        |  |  | Định Viễn hầu Ban Hùng | Định Viễn hầu Ban Hùng | Định Viễn hầu Ban Hùng | Định Viễn hầu Ban Hùng | Định Viễn hầu Ban Hùng | Định Viễn hầu Ban Hùng |  |  | Ban Dũng    | Ban Dũng    | Ban Dũng    | Ban Dũng    | Ban Dũng    | Ban Dũng    |  |  |  |  |  |  |  |  |  |  |  |  |  |  |  |  |  |  |
|        |        |        |        |        |        |  |  |        |        |        |        |        |        |  |  | Định Viễn hầu Ban Hùng | Định Viễn hầu Ban Hùng | Định Viễn hầu Ban Hùng | Định Viễn hầu Ban Hùng | Định Viễn hầu Ban Hùng | Định Viễn hầu Ban Hùng |  |  | Ban Dũng    | Ban Dũng    | Ban Dũng    | Ban Dũng    | Ban Dũng    | Ban Dũng    |  |  |  |  |  |  |  |  |  |  |  |  |  |  |  |  |  |  |
|        |        |        |        |        |        |  |  |        |        |        |        |        |        |  |  | Định Viễn hầu Ban Thủy |                        |                        |                        |                        |                        |  |  |             |             |             |             |             |             |  |  |  |  |  |  |  |  |  |  |  |  |  |  |  |  |  |  |